# Vårt hems nobelbibliotek
Vårt hems nobelbibliotek  är en bokserie bestående av böcker skrivna av nobelpristagare, utgiven av Vårt hems förlag.
| Titel                                                                  | Författare            | Utgivningsår |
| ---------------------------------------------------------------------- | --------------------- | ------------ |
| Arne: En Glad gosse; Järnvägen och kyrkogården; Brudlåten              | Bjørnstjerne Bjørnson | 1928         |
| Kim: hela världens lille vän: berättelse från Indien                   | Rudyard Kipling       | 1928         |
| Jenny                                                                  | Sigrid Undset         | 1928         |
| Elias Portolu: en berättelse från Sardinien                            | Grazia Deledda        | 1929         |
| Sylvestre Bonnards brott och Min väns bok                              | Anatole France        | 1929         |
| Den gyllene grenen: berättelse från kejsar Tiberius' tid               | Karl Gjellerup        | 1929         |
| Markens gröda                                                          | Knut Hamsun           | 1929         |
| Atlantis                                                               | Gerhart Hauptmann     | 1929         |
| Sankt Göran och draken och andra berättelser                           | Verner von Heidenstam | 1929         |
| Liljecronas hem                                                        | Selma Lagerlöf        | 1929         |
| Ung älskog: Villebråd; Borgmästare Hoeck och hans hustru               | Henrik Pontoppidan    | 1929         |
| Hösten                                                                 | W.S. Reymont          | 1929         |
| Daggryningen: Antoinette: ur Jean-Christophe                           | Romain Rolland        | 1929         |
| Sidney Trefusis: miljonär och socialist                                | George Bernard Shaw   | 1929         |
| Med eld och svärd: historisk roman från kosackupproret i Polen 1648-51 | Henryk Sienkiewicz    | 1929         |
| Hans kunglig höghet                                                    | Thomas Mann           | 1930         |